# Condado de Noxubee (Misisipi)
El condado de Noxubee (en inglés: Noxubee County), fundado en 1833, es un condado del estado estadounidense de Misisipi. En el año 2000 tenía una población de 12.548 habitantes con una densidad poblacional de 7 personas por km². La sede del condado es Macon.

## Geografía
Según la Oficina del Censo, el condado tiene un área total de 1813 km² (700 mi²), de la cual 1800 km² (695 mi²) es tierra y 13 km² (5 mi²) es agua.

## Demografía
En el 2000 la renta per cápita promedia del condado era de $ 22,330, y el ingreso promedio para una familia era de $27,312. El ingreso per cápita para el condado era de $12,018. En 2000 los hombres tenían un ingreso per cápita de $25,008 frente a $17,636 para las mujeres. Alrededor del 32.80% de la población estaba bajo el umbral de pobreza nacional.

## Condados adyacentes
- Condado de Lowndes (norte)
- Condado de Pickens (este)
- Condado de Sumter (sureste)
- Condado de Kemper (sur)
- Condado de Winston (oeste)
- Condado de Oktibbeha (noroeste)

## Localidades
Ciudades
- Macon

Pueblos
- Brooksville
- Shuqualak

Área no incorporada
- Bigbee Valley
- Gholson
- Mashulaville
- Paulette
- Prairie Point

## Principales carreteras
- U.S. Highway 45
- Carretera 14
- Carretera 21
- Carretera 39